# Hermann von Staff genannt von Reitzenstein
Karl August Wilhelm Heinrich Hermann von Staff gen. von Reitzenstein (auch: Staff-Reitzenstein; * 2. März 1790 in Ilmenau; † 10. April 1867 in Tückelhausen) war ein preußischer Generalleutnant und Militärhistoriker.

## Leben

### Herkunft
Hermann von Staff war der Sohn des großherzoglich sachsen-weimarischen Oberjägermeister Christian Friedrich August von Staff (1755–1823) und dessen Ehefrau Amalie Friderike, geborene von Voß (1764–1796), Tochter des Christian Heinrich v. Voß (1730–1771) und der Ernestine Auguste Wilhelmine Freiin v. Brenn (1730–1772). Hermann von Staff wurde 1821 durch den Großvater seiner zweiten Ehefrau, den kurkölnischen Kammerherren Georg Christoph Freiherr von Reitzenstein, Konradsreuth (Linie Schönberg), adoptiert und konnte somit seinem Namen um „genannt von Reitzenstein“ erweitern.

### Militärkarriere
Staff war seit 1802 Page am Hof in Weimar, wurde Ende Februar 1807 als Sekondeleutnant im weimarischen Jägerbataillon angestellt und machte im selben Jahr die Belagerung von Kolberg mit. 1809 wurde er Brigadeadjutant der Rheinbundtruppen der Division „Rouin“ und zog im selben Jahr gegen Österreich. Unter Napoleons Führung nahm er 1810/11 am Feldzug in Spanien teil und wurde am 18. August 1811 Premierleutnant. Im gleichen Jahr schloss er sich der Landsmannschaft Saxonia Jena an. Staff trat Ende Dezember 1812 in russische Dienste über. Als Kapitän im Generalquartiermeisterstab der Kaiserlich Russischen Armee nahm er während der Befreiungskriege am Gefecht an der Göhrde, den Belagerungen von Hamburg, Rendsburg, Glückstadt und Antwerpen sowie nach seinem am 11. September 1814 erfolgten Übertritt in die Preußische Armee an den Schlachten bei Ligny und der Wavre teil.
Nach dem Friedensschluss 1816 zur Dienstleistung beim 1. Garde-Regiment zu Fuß kommandiert, wurde Staff im Jahr darauf zur Verfügung des Kriegsministers gestellt und besuchte die Allgemeine Kriegsschule. Am 25. Mai 1818 folgte seine Versetzung in den Generalstab der Breslauer Brigade. Vom 31. Januar bis 21. September 1821 wurde Staff dem Generalmajor von Natzmer zugeteilt, der als militärischer Kommissar zur kaiserlichen österreichischen Armee nach Neapel kommandiert war. Während dieser Zeit nahm er am Gefecht bei Antrodoco teil. Als Major kam er anschließend in den Generalstab des IV. Armee-Korps. Von dort folgte am 4. Januar 1823 seine Versetzung in den Großen Generalstab. Mehrfach schickte man Staff in den kommenden Jahren zur Beobachtung von Manövern ins Ausland, bis er schließlich am 3. April 1834 zum Chef des Generalstabes des VI. Armee-Korps ernannt und in dieser Stellung am 30. März 1835 zum Oberstleutnant sowie am 30. März 1837 zum Oberst befördert wurde. Als solcher war Staff kurzzeitig im April 1842 Kommandeur der 1. Infanterie-Brigade. Am 22. März 1843 zum Generalmajor befördert, wurde er zeitgleich Kommandeur der 11. Infanterie-Brigade. Unter Verleihung des Charakters als Generalleutnant wurde Staff am 14. Mai 1846 von diesem Posten entbunden und mit Pension aus dem Militärdienst verabschiedet.
Anlässlich seines 50-jährigen Dienstjubiläums verlieh ihm König Friedrich Wilhelm IV. am 12. Februar 1857 den Roten Adlerorden II. Klasse mit Eichenlaub.

### Politik
Staff widmete sich der Bewirtschaftung seines Gutes Tückelhausen bei Ochsenfurt. 1858 wurde er in den Landrat Unterfrankens gewählt. Wegen der gleichzeitigen Wahl in die Kammer der Abgeordneten schied er aber aus dem Landrat aus. Im Landtag kam es zur Wahlbeanstandung, weil er das bayerische Indigenat nicht nachweisen konnte. Maximilian II. Joseph löste den Landtag am 30. September 1858 vorzeitig auf. 1862 ersuchte Staff erfolgreich um die Genehmigung seiner Auswanderung in das Königreich Preußen. Fünf Jahre später starb er mit 77 Jahren.

### Familie
Staff hatte sich am 1. August 1814 in Weimar mit Auguste Luise von Milkau (1794–1822) aus dem Hause Wormstedt verheiratet. Nach ihrem Tod ehelichte er am 1. März 1824 in Weimar Karoline Amalie Auguste Flavie Gräfin von Beust (1802–1851). Sie war die Tochter von Friedrich August Leopold Graf von Beust, Kurmainzer Kammerherr, Regierungsrat in Erfurt sowie Herr auf Neu-Sulza, Stadtsulza und Burgsulza und der Friederike Caroline Gräfin Beust, geb. Freiin v. Reitzenstein, Konradsreuth (Linie Schönberg). Aus den Ehen gingen folgende Kinder hervor:
Aus erster Ehe:
- Hermann Thuiskon Friedrich Eugen (* 1815)
- Ferdinand Klemens (1816–1886), preußischer Hauptmann a. D.
- Karl Ferdinand Wilhelm (* 1819), preußischer Premierleutnant a. D.

Aus zweiter Ehe:
- Leopoldine Christa Ottilie (1825–1857) ⚭ 1847 Karl von Beaulieu-Marconnay (1811–1889), Oberhofmeister in Sachsen
- Gabriele Thekla (1826–1895)

⚭ Rudolf Gabriel Freiherrn von Gross; vor 1856 geschieden
⚭ Friedrich Sigismund Freiherr von Zedlitz (1823–1882), Oberhofmeister der verwitweten Großherzogin von Sachsen in Weimar
- Georg Anton Hermann (1828–1879) Fkhr. auf Regnitzlosau u. Erckersreuth mit Konradsreuth und Tückelhausen ⚭ Klara v. Helldorff (1837–1898).
- Anna Elisabeth Flavie (1834–1854) ⚭ Friedrich Sigismund von Zedlitz (1823–1882)

## Schriften
- Der Befreiungs-Krieg der Katalonier in den Jahren 1808 bis 1814. 2 Bände. Breslau 1821/1827. GoogleBooks
- Der Vorposten-Dienst für deutsche Truppen, nach den Anforderungen der neuesten Kriegsführung. Berlin 1827. GoogleBooks